# Ambassade d'Arabie saoudite en Guinée
L'ambassade d'Arabie saoudite en Guinée est la représentation diplomatique suprême du royaume d'Arabie saoudite en république de Guinée.
L'ambassade est située derrière le Camp Boiro à Donka.

## Liste des ambassadeurs
| N° | nom et prénoms         | Début     | Fin      |
| -- | ---------------------- | --------- | -------- |
| 1  | Dr Fahad Alrashidy (d) | mars 2023 | En cours |